# Kopsia harmandiana
Kopsia harmandiana là một loài thực vật có hoa trong họ La bố ma. Loài này được Pierre ex Pit. mô tả khoa học đầu tiên năm 1933.